# Kambia (district)
Het district Kambia is gelegen in de provincie Northern in Sierra Leone.